# Ranunculus oreophytus
Ranunculus oreophytus Delile – gatunek rośliny z rodziny jaskrowatych (Ranunculaceae Juss.). Występuje naturalnie w Afryce Wschodniej – w Etiopii, Sudanie Południowym, Ugandzie, Kenii, Tanzanii oraz wschodniej części Demokratycznej Republiki Konga. 

## Morfologia
PokrójBylina o grubych kłączach. Dorasta do 25–60 cm wysokości. Czasami tworzy rozłogi. Głąbik jest bardzo krótki – nie dłuższy niż liście.
LiścieZebrane są w formie rozety. Są pierzaste, w zarysie mają mniej lub bardziej owalny kształt. Są prawie siedzące.
KwiatySą pojedyncze. Pojawiają się w kątach pędów. Mają 5 podłużnie jajowatych i żółtych płatków o długości 25–30 mm.
OwoceNie zostały jeszcze opisane.

## Biologia i ekologia
Rośnie na podmokłych łąkach oraz na brzegach rzek i rowów. Występuje na wysokości od 2000 do 3700 (maksymalnie 4400) m n.p.m. – osiąga granicę śniegu. Dzieli środowisko z przywrotnikiem (Alchemilla L.) oraz rośnie w pasie Hagenia-Hypericum. 